# Норвежский театр Северной войны
В 1700 году, в самом начале Северной войны шведский король Карл XII стремительной атакой вывел из войны Датско-норвежское королевство, и смог сосредоточить все усилия на Балтийском театре военных действий. Датский король Фредерик IV, не доверяя дворянству и знати, окружил себя людьми низкого происхождения в качестве министров и советников; единственным исключением стал единокровный брат короля Ульрик Кристиан Гиденлёве, который уже в 24 года стал главнокомандующим флотом.
В 1704 году Фредерик IV посетил Норвегию, чтобы лично осмотреть своё второе королевство и ознакомиться с условиями, в которых находится армия. Утром, в обед и вечером король устраивал аудиенции для всех желающих, от богатых землевладельцев до бедных крестьян.
В июне 1709 года Карл XII потерпел поражение под Полтавой и укрылся в пределах Османской империи, его армия была уничтожена. В этих условиях Датско-норвежское государство решило возобновить боевые действия на стороне антишведской коалиции.

## Возобновление боевых действий на Западном фронте
В ноябре 1709 года датская армия вторглась в Сконе. Магнус Стенбок, бывший в то время губернатором Сконе, нанёс в феврале 1710 года датчанам поражение при Хельсингборге. Тем временем русские войска захватили Ливонию и Эстляндию. Несмотря на то, что в декабре 1712 года Стенбок нанёс датско-саксонским войскам поражение при Гадебуше, в мае 1713 года ему пришлось капитулировать в Тённингене.

### Норвежский театр военных действий
В сентябре 1709 года норвежские войска получили приказ о мобилизации. К концу октября 6000 человек сосредоточились у шведской границы в районе Свинесунда, а 1500 человек — у Конгсвингера.
В августе 1710 года в Норвегию в качестве губернатора прибыл барон Лёвендаль. Он приложил огромные усилия чтобы создать в этой стране военную и гражданскую администрацию, и ему это удалось. Лёвендаль создал норвежскую армию, предназначенную для возвращения бывшей норвежской провинции Бохуслен; во главе армии был поставлен генерал-лейтенант Каспар Хаусманн. Параллельно он предложил создать мощный флот для прикрытия с моря и обеспечения морских коммуникаций, и в июне 1711 года король Фредерик создал такой флот под командованием вице-адмирала Сехестеда.
В августе 1711 года норвежская армия вторглась в Бохуслен, тепло встречаемая местными жителями. Однако по приказу короля флот Сехестеда вернулся на Балтику, и норвежской армии в условиях отсутствия прикрытия с моря пришлось вернуться в Норвегию.
Осенью 1711 года Данию поразила чума, один лишь Копенгаген потерял 70 000 жителей.
В 1712 году король Фредерик запретил Лёвендалю использовать норвежскую армию в наступательных действиях и приказал использовать её лишь для обороны и поддержки датских войск. Командующим сухопутной и морской обороной Норвегии был назначен генерал Хаусманн.

## Падение Штральзунда
Лишь твёрдость канцлера Арвида Горна удержала Швецию в войне, пока король Карл находился в Турции. 21 ноября 1714 года Карл XII, инкогнито проехавший в одиночку через всю Европу, в час ночи постучался в ворота шведской крепости Штральзунд. В июле 1715 года Штральзунд был осаждён датскими и прусскими войсками, и 11 декабря сдался. Карл XII уплыл из крепости на шлюпке за сутки до капитуляции. В это время многие уже считали его сумасшедшим, так как Швеция к тому моменту потеряла практически все свои владения в Прибалтике и Германии, воевала чуть ли не со всей Северной Европой, и не имела никаких перспектив на более-менее успешное завершение войны, но он всё равно отказывался от мирных переговоров.

## Норвежская кампания 1716 года
Вернувшись в Швецию, Карл начал собирать войска и снаряжение для новой кампании. Он решил атаковать Копенгаген, перейдя из Сконе по льду замёрзший Эресунн. Однако пока шли приготовления, лёд успел сойти, и Карл перенацелил усилия на вторжение в Норвегию через Бохуслен. Получив об этом сообщение от разведки, генерал Хаусманн послал предупреждение королю Фредерику, но тот не поверил и снял Хаусманна с поста командующего норвежской армией.
Норвежская армия была сильно ослаблена в начале 1716 года, так как пришлось отправить 5000 лучших солдат для обороны собственно Дании. Новый норвежский главнокомандующий Бартхольд Лютцов не относился к числу выдающихся военных талантов. Когда Христиании достигли слухи о том, что Карл XII подготовился к вторжению, всем оставшимся в Эстердале и Гудбрандсдале войскам было приказано прикрыть границу в Халдене и Фредрикстаде. Норвежцы предвидели, что шведы атакуют в Конгсвингере, Басмо или Халдене, и действительно, Карл XII пересёк границу в Басмо 8 марта 1716 года, разместив свою штаб-квартиру в доме священника в Хёланне. Норвежский командующий обороной района не потерял присутствия духа и, не дожидаясь сбора всех войск, атаковал превосходящие силы Карла всего двумястами драгунами, которые дрались храбро, но понесли тяжёлые потери.
Ещё не зная об этом поражении, генерал Лютцов отвёл передовые войска и укрепился в Христиании. Шведы продолжали продвигаться вперёд, и 19 марта Лютцов, оставив сильный гарнизон в крепости Акерсхус, отступил к Брагернесу в Драммене. Применяемая норвежцами тактика выжженной земли, а также партизанские рейды жителей Бохуслена, перерезавшие линии снабжения Карла, привели к нехватке снабжения шведских войск. Наличие норвежской крепости в тылу угрожало возможности отступления в случае серьёзных потерь. Карл занял Христианию, но без тяжёлой осадной артиллерии взять крепость Акерсхус было невозможно.
Ненадолго оккупировав Христианию, Карл отступил в юго-восточную Норвегию, намереваясь взять находящиеся там норвежские крепости. Это сняло бы угрозу его тылу и создало бы базу для наступления в следующем году. Владение гаванью в устье Гломмы позволило бы доставить припасы, необходимые для штурма Акерсхуса.
4 июля войска Карла попытались штурмовать крепость Фредрикстен. После тяжёлого боя шведам удалось занять город, но жители подожгли свои дома, и Карлу, который был не в состоянии взять крепость, пришлось отступить и ждать подвоза тяжёлой артиллерии из шведского Дюнекилена. Однако возле побережья Бохуслена патрулировал датско-норвежский флот коммодора Вибе. Норвежец Петер Вессель со своим отрядом перехватил шведские транспорты и уничтожил их. Оставшись без снабжения, Карл быстро перешёл Свинесунд и сжёг за собой мосты. 12 июля в Норвегии не было ни одного шведского солдата. За эту победу король Фредерик сделал Петера Весселя коммодором. В октябре 1716 года Петер Вессель получил под командование эскадру Северного моря и стал главой Норвежского флота, несмотря на протесты нового главнокомандующего обороной Норвегии барона Веделя.

## Норвежская пауза 1717 года
Потерпев неудачи в других местах, Карл XII решил вознаградить себя в Норвегии. 1717 год у обеих сторон ушёл на подготовку и накопление сил. Единственными активными действиями были неудачные попытки коммодора Весселя атаковать Гётеборг и Стрёмстад. За эти неудачи он был лишён поста командующего эскадрой Северного моря.

## Норвежская кампания 1718 года

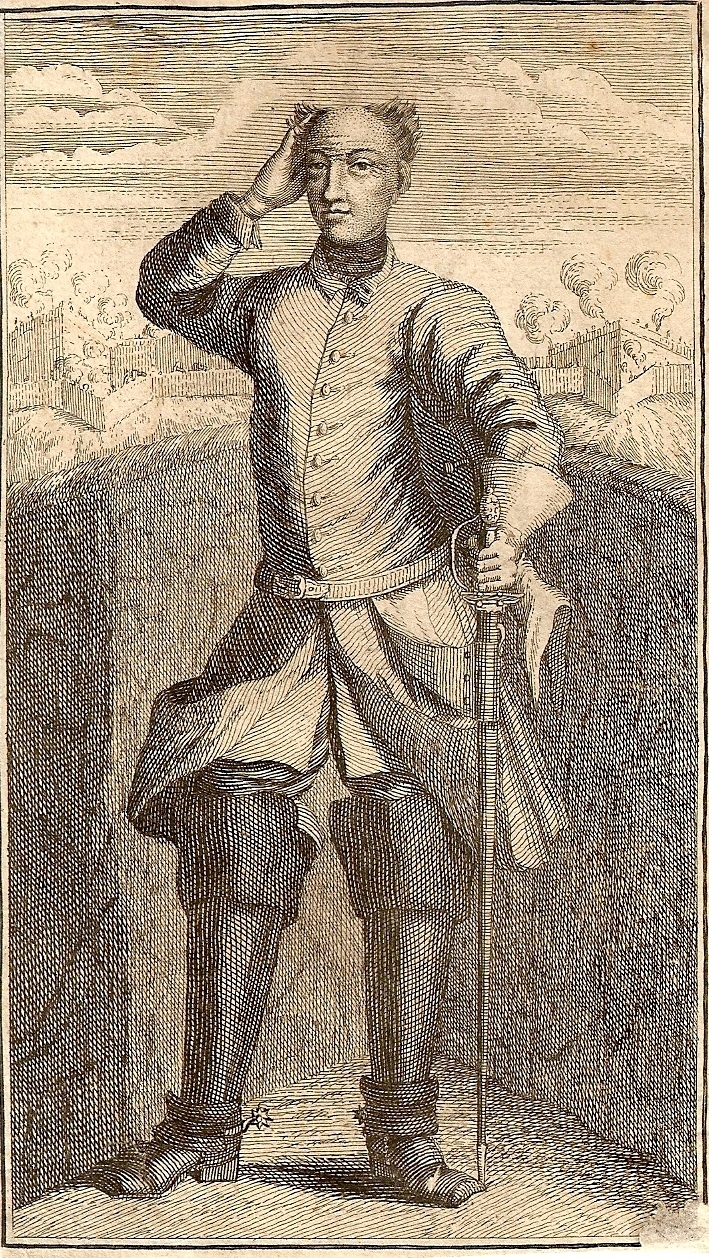
Карл XII. Гравюра XVIII века. Битва при Фредрикстене.

В 1718 году датско-норвежский флот переместился на Балтику, и патрулирование вдоль берегов Бохуслена ослабло. Шведы воспользовались этим, чтобы наладить через местные шхеры морские линии снабжения из Швеции к норвежской границе, в результате чего было переброшено всё необходимое для осады Фредрикстена.
Осенью 1718 года Карл снова пришел осадить крепость с 40 000 человек. Он сделал это, намереваясь сначала захватить крепость Фредрикстен, чтобы иметь возможность выдержать осаду Акерсхуса. Сначала захватив приграничные районы, Карл хотел избежать повторения фиаско, которое он потерпел два года назад. Гарнизон Фредерикстена численностью 1400 человек яростно сражался, чтобы сдержать вторжение, но потерпел серьезное поражение, когда 8 декабря передовое укрепление, форт Гюлденлеве, во Фредрикстене рухнуло. Воодушевленная своим очень упорным успехом, шведская армия активизировала свои усилия против главного форта. Шведские траншеи почти достигли основных крепостных стен к тому времени, как вечером 11 декабря (по шведскому календарю: 30 ноября) 1718 года, когда шведский король осматривал траншею, Карл XII попал под внезапный обстрел, и прямым попаданием то ли большой мушкетной пули, то ли картечи, в левый висок, был убит. Смерть короля фактически положила конец осаде Фредрикстена, и вторжение было отменено, что привело к завершению войны.

## Результаты
Война завершилась в 1721 году. Швеция потеряла все свои заморские владения, полученные в XVII веке, и покинула ряды великих держав. Россия получила Прибалтику и вошла в ряды великих держав. На западе был восстановлен баланс между Швецией и Датско-норвежским государством.